# Bożena Sławiak

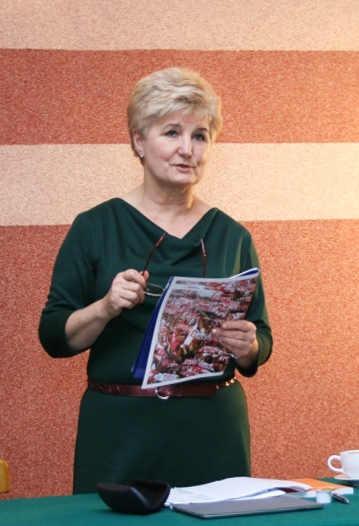
Bożena Sławiak

Bożena Maria Sławiak (* 28. Mai 1948 in Sulęcin) ist eine polnische Politikerin der Platforma Obywatelska (Bürgerplattform) 
Sie studierte an der Adam-Mickiewicz-Universität Posen und schloss mit einem Magister in Pädagogik ab. Sie arbeitete in einer Bibliothek und später in einem Hort. Später wurde sie Mitglied des Stadtrates und auch des Kreises. 1980 wurde sie Mitglied des Polnischen Vereinigten Arbeiterpartei (PZPR) und blieb dies zwei Jahre.
Bei den vorgezogenen Parlamentswahlen 2007 trat sie im Wahlkreis 8 Zielona Góra an und konnte mit 8942 Stimmen ein Mandat für den Sejm erringen. Sie war Starost des Powiats Sulęciński und Mitglied des Sejmik der Wojewodschaft Lebus.